# Cà Mau
Cà Mau é uma província do Vietnã. Faz fronteira com o norte pelas províncias de Kiên Giang e Bạc Liêu, a oeste pelo Golfo da Tailândia e ao sul e leste por Mar da China Meridional.